# Basitropini
Basitropini là một tông bọ cánh cứng trong họ Anthribidae. Tông này gồm có các chi sau:

## Chi
- Basitropis Jekel, 1855
- Eugonus Schoenherr, 1833
- Gynandrocerus Lacordair, 1866
- Messalius Fairmaire, 1903
- Phaenithon Schoenherr, 1823
- Plesiobasis Jordan, 1939
- Sophronus Kuschel, 1998